# Rustoord I

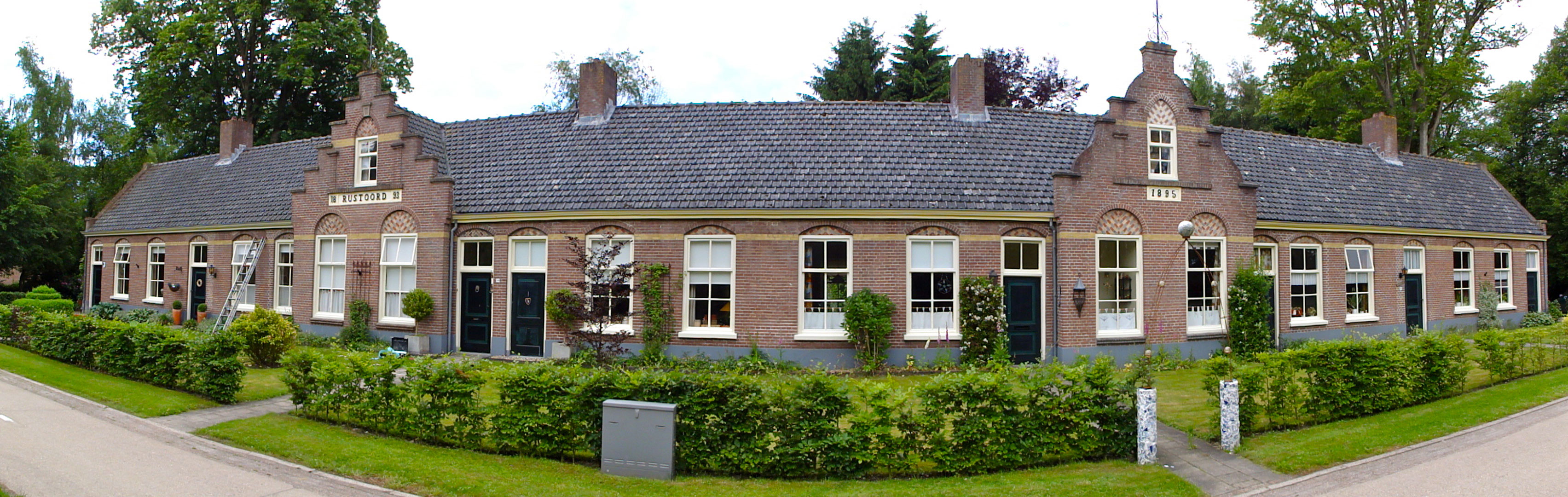
Rustoord I te Wilhelminaoordoord

Rustoord I is een voormalig bejaardentehuis in Wilhelminaoord van de Maatschappij van Weldadigheid.
In het begin van de 19e eeuw stichtte de Maatschappij van Weldadigheid in het kader van de armoedebestrijding enkele kolonies in het zuidwesten van de Nederlandse provincie Drenthe. In deze kolonies kregen arme gezinnen, die afkomstig waren uit het hele land, een stukje grond en een woning waardoor zij in staat gesteld werden om in hun eigen levensonderhoud te voorzien. Later werden de landbouwkaveltjes samengevoegd en werden de kolonisten als landarbeiders ingezet op grote hoeven met circa 50 hectare grond. Voor kolonisten die niet geschikt waren voor landarbeid werden fabrieksmatige activiteiten ontplooid. Op het eind van de 19e eeuw ontstond de behoefte aan voorzieningen voor bejaarde kolonisten. Door financiële bijdragen van koningin Emma, beschermvrouwe van de Maatschappij van Weldadigheid, van de oud-majoor der cavalerie, F.H.L. van Swieten en van de filantroop P.W. Janssen kon in 1893 Rustoord I gerealiseerd worden. Hier werden acht bejaarde kolonistenechtparen gehuisvest. Door een gift van Janssen kon in 1904 ook Rustoord II gerealiseerd worden voor 25 alleenstaande bejaarde kolonisten.
Na de bouw van het nieuwe verzorgingshuis de Menning in 1967 in Wilhelminaoord verloor Rustoord zijn functie. Rustoord I werd geheel gerenoveerd. Van acht kleine woningen werden vier appartementen gemaakt. Rustoord II werd verkocht aan de gemeente Den Haag.
Rustoord I is erkend als een rijksmonument.